# Nicolás Tivani
German Nicolás Tivani Pérez (ur. 31 października 1995 w Pocito) – argentyński kolarz szosowy i torowy.
Kolarstwo uprawia również jego brat, Gerardo Tivani.

## Osiągnięcia

### Kolarstwo szosowe
Opracowano na podstawie:

2012
- 2. miejsce w mistrzostwach Argentyny juniorów (jazda indywidualna na czas)
- 1. miejsce w mistrzostwach Argentyny juniorów (start wspólny)

2015
- 3. miejsce w mistrzostwach Argentyny U23 (jazda indywidualna na czas)

2016
- 1. miejsce na 5. etapie Tour de San Luis
- 1. miejsce na 10. etapie Tour du Maroc

2017
- 1. miejsce w mistrzostwach Argentyny U23 (jazda indywidualna na czas)
- 1. miejsce w mistrzostwach Argentyny U23 (start wspólny)
- 3. miejsce w mistrzostwach panamerykańskich U23 (jazda indywidualna na czas)
- 2. miejsce w mistrzostwach panamerykańskich U23 (start wspólny)
- 1. miejsce w klasyfikacji młodzieżowej Dookoła Bułgarii (północ)
  - 1. miejsce na etapie 2b
- 1. miejsce w klasyfikacji młodzieżowej Dookoła Bułgarii (południe)
- 1. miejsce w Ruota d’Oro

2018
- 3. miejsce w Tour of Mersin
  - 1. miejsce w klasyfikacji punktowej
- 3. miejsce w Belgrad–Banja Luka
- 1. miejsce w Tour de Serbia
  - 1. miejsce na 1. etapie
- 3. miejsce w GP Kranj

2019
- 1. miejsce na 6. etapie Vuelta a San Juan
- 3. miejsce w Vuelta Ciclista del Uruguay
  - 1. miejsce na 2. i 9. etapie

2022
- 1. miejsce w Vuelta del Porvenir San Luis
  - 1. miejsce na 2. i 4. etapie
- 1. miejsce w Vuelta a Formosa
  - 1. miejsce w klasyfikacji punktowej
  - 1. miejsce na etapach 2b i 4.
- 3. miejsce w mistrzostwach Argentyny (jazda indywidualna na czas)
- 3. miejsce w mistrzostwach Argentyny (start wspólny)

2023
- 2. miejsce w Giro della Città Metropolitana di Reggio Calabria

### Kolarstwo torowe
Opracowano na podstawie:
2022
- 2. miejsce w igrzyskach Ameryki Południowej (wyścig drużynowy na dochodzenie)
- 1. miejsce w igrzyskach Ameryki Południowej (madison)

## Rankingi

### Kolarstwo szosowe
| Rok              | 2015 | 2016  | 2017 | 2018 | 2019 | 2020 | 2021 | 2022 | 2023 | 2024  |
| ---------------- | ---- | ----- | ---- | ---- | ---- | ---- | ---- | ---- | ---- | ----- |
| World Ranking    |      | 1446. | 362. | 349. | 987. | 948. | -    | 343. | 260. | 1798. |
| UCI Europe Tour  | -    | -     | 391. | 177. |      |      |      |      |      |       |
| UCI America Tour | 332. | 256.  | 42.  | -    | 123. | 73.  | -    | 29.  | 25.  | -     |
| UCI Africa Tour  | -    | 168.  | -    | -    |      |      |      |      |      |       |
|                  |      |       |      |      |      |      |      |      |      |       |
| Źródło: UCI      |      |       |      |      |      |      |      |      |      |       |